# بیلوویتس-لوتوتین
بیلوویتس-لوتوتین (به چکی: Bílovice-Lutotín) یک منطقهٔ مسکونی در جمهوری چک است که در ناحیه پروستییوو واقع شده‌است. بیلوویتس-لوتوتین ۶٫۸۷ کیلومتر مربع مساحت و ۵۱۵ نفر جمعیت دارد و ۲۴۹ متر بالاتر از سطح دریا واقع شده‌است.